# Robert Debré
Robert Debré (Sedán, Ardenas, 7 de diciembre de 1882–Le Kremlin-Bicêtre, Valle del Marne, 29 de abril de 1978) fue un médico francés, considerado uno de los fundadores de la pediatría moderna. Padre del político Michel Debré, del pintor Olivier Debré y de la doctora Claude Monod-Broca, abuelo de los políticos Jean-Louis Debré y Bernard Debré.

## Vida

### Origen familiar
Robert Anselme Debré proviene de una familia de rabinos alsacianos que emigraron después de la guerra franco-alemana de 1870. Su padre Simon Debré (1854-1939) fue un reconocido escritor, lingüista y talmudista, rabino en Sedán (1880-1888), y después, rabino jefe en Neuilly-sur-Seine, y autor de un libro sobre "humor judeo-alsaciano".
Después de comenzar a estudiar filosofía en la Sorbona, los abandonó después de la licencia para dedicarse a la medicina.

### Las principales etapas de su carrera profesional
En diciembre de 1906, a los veinticuatro años, ingresó en el Internat des hôpitaux de París. Tenía veintiséis años el 4 de agosto de 1908 cuando se casó en París con Jeanne Debat-Ponsan, hija del pintor Édouard Debat-Ponsan y una de las primeras mujeres admitidas en la competencia del internado en París.
En 1914, el año de sus 32 años, fue movilizado como médico teniente en un regimiento de artillería.
Siete años después, concluida la guerra, se convirtió en médico del hospital. El mismo año, fue nombrado jefe de departamento en el hospital Bretonneau de París. Su primera esposa, Jeanne Debat-Ponsan, murió el 13 de septiembre de 1929 (ella es la madre de Michel Debré, Claude Debré y Olivier Debré). En la década de 1930, ocupó el mismo puesto en el Hospital para Niños Enfermos, aún en París, habiendo elegido claramente ser "pediatra".
En la Sorbona, dirigió entre otras, la tesis de Ernesto Cofiño sobre: "La sensibilidad a la tuberculina en los niños vacunados por BCG". La tesis, que demostraba que la vacuna administrada por vía oral era capaz de positivizar la reacción tuberculínica, fue premiada con la Medalla de Plata de la Facultad de Medicina, tras su defensa el 6 de noviembre de 1929.
En diciembre de 1940, después de la ocupación alemana y la aplicación de las leyes antisemitas, se le prohibió continuar practicando la medicina. Sin protestas muy aparentes, la solidaridad de los círculos académicos y médicos intercedió a su favor para que consiguiera una exención. El Decano de la Facultad de Medicina y el Secretario General de Salud lo mantuvieron discretamente informado de los pasos dados a su favor. El argumento a favor de esta exención se apoyó fundamentalmente en su experiencia, en particular en meningitis cerebroespinal, sarampión, difteria y tuberculosis. Una de las opiniones favorable a Debré, le señala como seguidor del Frente Popular, sobre el que ejerció una influencia favorable dentro de los círculos médicos. El 5 de enero de 1941, el mariscal Pétain firmó la exención, pero tardó varios meses en publicarse en el Diario Oficial y solo fue aplicable a mediados de julio de 1941. Al comienzos del año académico de 1941, con casi 59 años, fue elegido. por unanimidad de sus pares, miembro de la clínica de medicina infantil en el Hospital para Niños Enfermos. Su estado siguió siendo precario. Proclamando su lealtad al judaísmo y al estado francés, creyó hasta la primavera de 1941 que el mariscal tenía un doble juego, pero sus ilusiones se disiparon. A finales de 1942, acompañado por Clovis Vincent y Louis Pasteur Vallery-Radot, conoció en secreto al Coronel Remy, agente secreto de la Francia Libre en territorio ocupado, y participó en la creación de un servicio subterráneo de medicina y cirugía para la resistencia francesa.
También contactó con otros círculos de la Resistencia y proporcionó a Éditions de Minuit los medios para comenzar.
A partir de 1943 se negó a usar la estrella amarilla. También comenzó a participar en acciones médicas dentro de la Resistencia francesa, a través del movimiento del "Frente Nacional", sin unirse al partido comunista que lideraba este movimiento. El grupo del Frente Nacional al que pertenecía, además del apoyo médico para la Resistencia, formuló en 1944 propuestas de reforma hospital-universidad que serían retomadas muchos años después, por Gabriel Richet y Jean Dausset en las órdenes del 11 y 30 de diciembre de 1958, por el gobierno francés. Robert Debré trabajó para ocultar a los niños que habían escapado de ser detenidos, en su casa en Touraine. También albergó un taller para falsificar documentación en el Hospital para Niños Enfermos. Él consiguió escapar del arresto, con Frédéric Joliot-Curie y Louis Pasteur Vallery-Radot, y se vio obligado a pasar a la clandestinidad. En agosto de 1944, participó en la Liberación de París, junto con el coronel Henri Rol-Tanguy, y atendió a los heridos.
De 1946 a 1964, Robert Debré fue presidente del Instituto Nacional de Higiene, movilizándose para la renovación y el desarrollo de una política de higiene y salud pública en Francia, incluso dentro de la comunidad hospitalaria, se ha convertido en el arquetipo de profesor universitario.
Viudo desde 1929, el 11 de julio de 1956, en su septuagésimo cuarto año, se casó en segundas nupcias con Élisabeth de La Panouse con quien tuvo una relación cercana al menos desde los años de la Ocupación. Su segunda esposa murió en 1972 a los 73 años.

### Sus principales aportaciones científicas

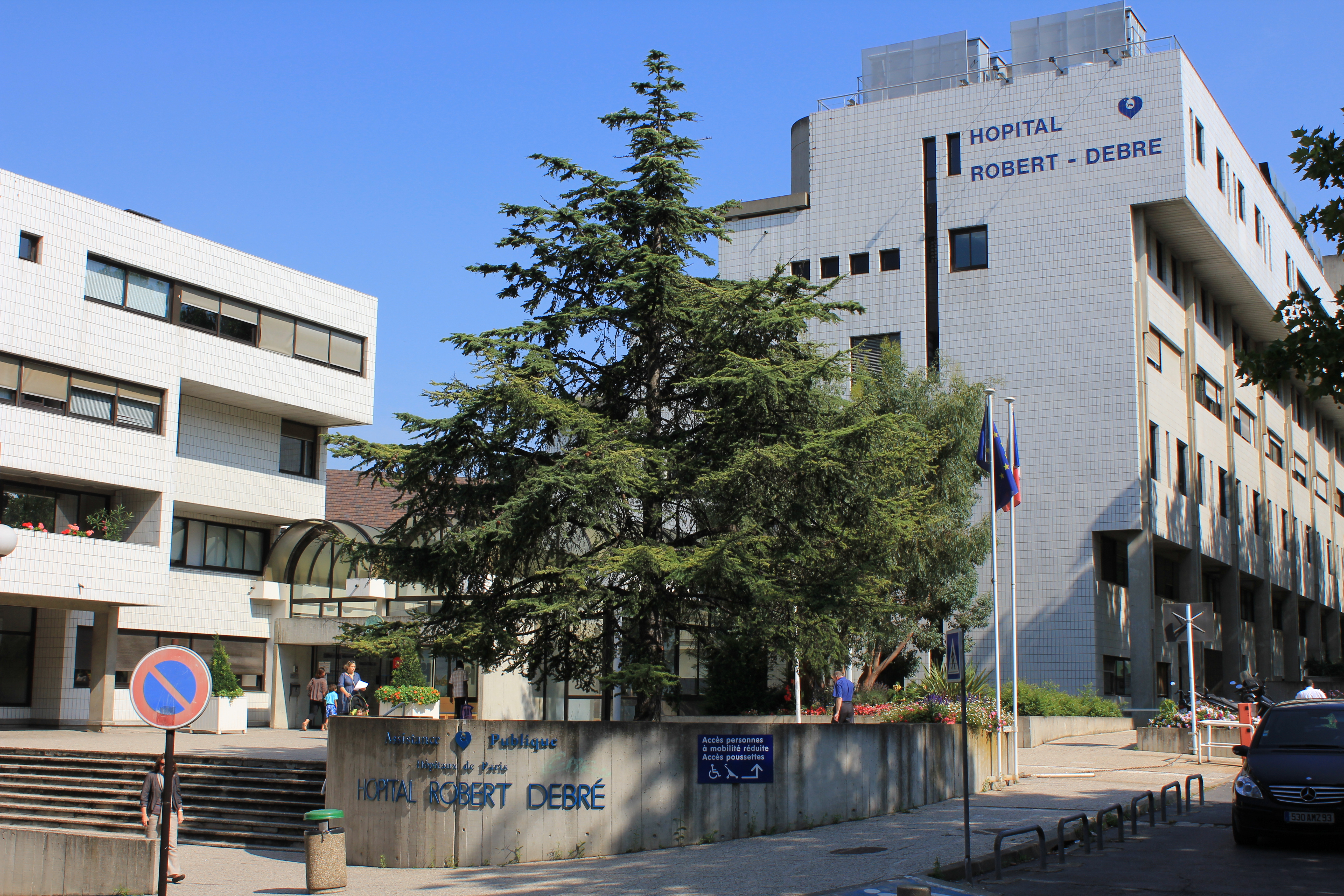
Hospital Robert Debre, 48 boulevard Sérurier, Paris.

En 1949 creó el Centro Internacional de Niños. Su nombre también está asociado a la creación de centros hospitalarios universitarios (CHU) con la reforma del hospital universitario de 1958, una reforma que se había propuesto durante los últimos meses de la Segunda Guerra Mundial. Esta reforma consagró una doble pertenencia a la profesión médica en estos establecimientos, hospital y universidad, con tres responsabilidades: atención, enseñanza e investigación.
Miembro de la Academia Nacional de Medicina desde 1933, fue elegido miembro de la Academia de Ciencias en 1961.
Su trabajo pediátrico, Traite de pathologie infantile, escrito en colaboración con Paul Rohmer y publicado en 1946, influyó en toda una generación de médicos. A menudo se le considera el padre de la pediatría moderna francesa, incluso europea. Fue colega y amigo de los profesores Jean Quénu, Paul Rohmer (1876-1977) y Albert Besson (1896-1965). Fue presidente de la Unión Francesa para el rescate de niños en 1955.
Hizo su último discurso público el 1 de noviembre de 1976, cuando contaba con casi 94 años, en la ceremonia del centenario de Paul Rohmer, en el gran anfiteatro de la Facultad de Medicina de Estrasburgo.

### Homenajes

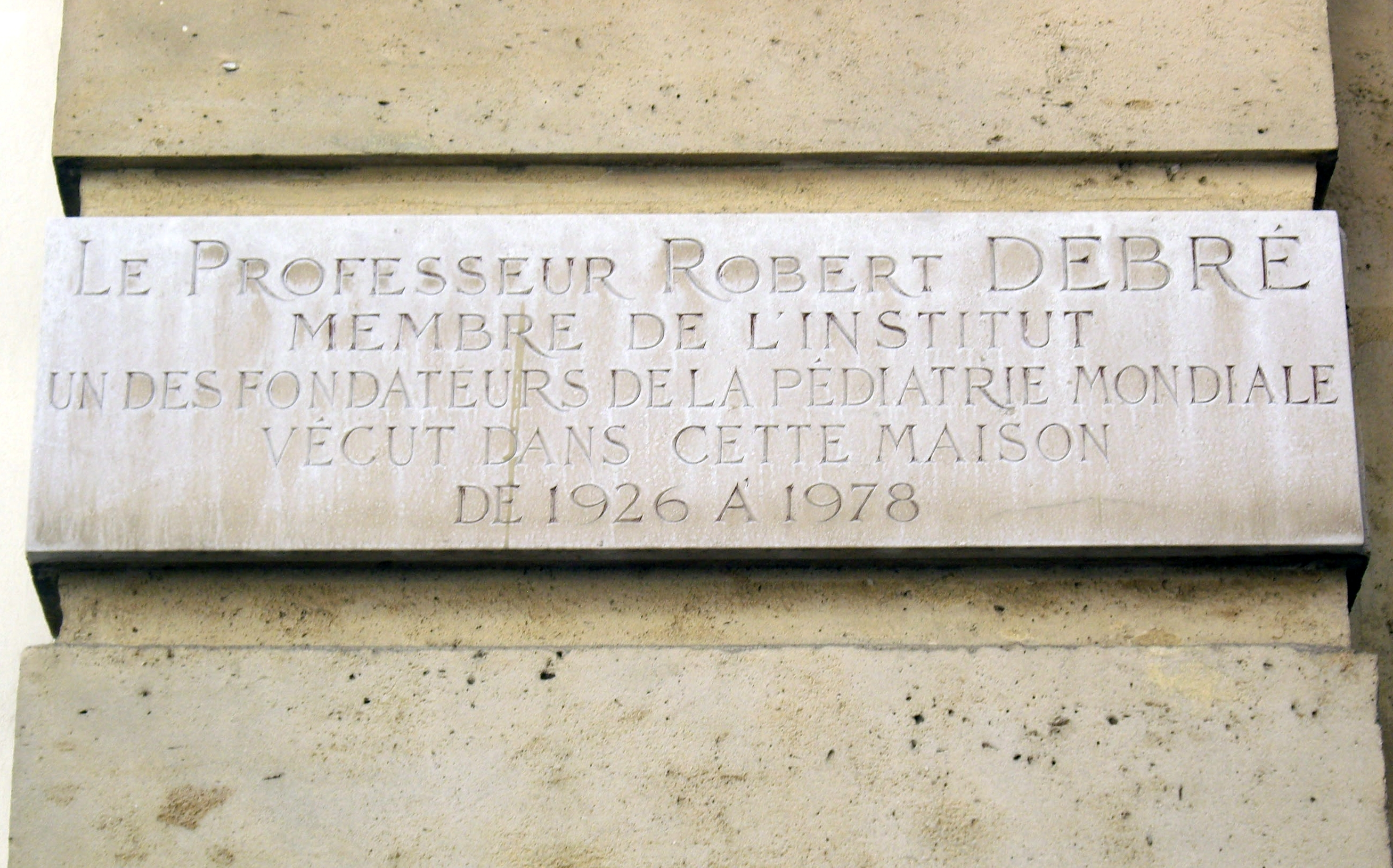
Placa conmemorativa.

Un hospital en el distrito 19 de París, el hospital Robert-Debré, diseñado por el arquitecto Pierre Riboulet, lleva su nombre, así como el CHU de Reims, el centro infantil del CHU d'Angers, el hospital Amboise. (Indre y Loira), y el gran anfiteatro de la Facultad de Medicina y Farmacia de Poitiers.

### Familia
Robert Debré es el padre de:
- Michel Debré (1912-1996), primer ministro del general de Gaulle y editor de la constitución de la Quinta República;
- Claude Debré (1913-2015), doctor;
- Olivier Debré (1920-1999), pintor.

Es el abuelo de:
- Bernard Debré, urólogo, profesor de medicina y político;
- Jean-Louis Debré, magistrado, político, presidente del Consejo Constitucional;
- François Debré, periodista.

También es el tío del eminente matemático Laurent Schwartz, uno de los primeros receptores de la medalla Fields.

## Publicaciones
- Des Français pour la France: le problème de la population, avec Alfred Sauvy, Gallimard, 1946
- Traité de pathologie infantile, avec Paul Rohmer, 2 vol., 1946
- L'Honneur de vivre, autobiographie, Hermann et Stock, 1974
- Ce que je crois, Grasset, 1976.
- Henri Le Savoureux. "La Vallée aux Loups et la Société Chateaubriand", en La revue de Paris, octubre 1961, pp.158-170